# Archidium donnellii
Archidium donnellii är en bladmossart som beskrevs av Coe Finch Austin 1877. Archidium donnellii ingår i släktet Archidium och familjen Archidiaceae. Inga underarter finns listade i Catalogue of Life.